# Silo (cognomen)
Silo is een cognomen, dat "de stompneuzige" betekent.
Bekende Romeinen met dit cognomen in hun naam:
- Gavius Silo
- Pompeius Silo
- Quintus Poppaedius Silo